# Автошлях О 020107
Автошля́х О 020107 — автомобільний шлях довжиною 9.5 км, обласна дорога місцевого значення в Вінницькій області. Пролягає по Могилів-Подільському та Жмеринському районах від селища Копайгород до станції Котюжани.